# Mali Radić
Mali Radić är ett samhälle i Bosnien och Hercegovina.   Det ligger i entiteten Federationen Bosnien och Hercegovina, i den västra delen av landet, 210 km nordväst om huvudstaden Sarajevo. Mali Radić ligger 443 meter över havet och antalet invånare är 121.
Terrängen runt Mali Radić är huvudsakligen kuperad, men österut är den platt. Runt Mali Radić är det ganska tätbefolkat, med 93 invånare per kvadratkilometer.. Närmaste större samhälle är Bihać, 17,8 km väster om Mali Radić. 
I omgivningarna runt Mali Radić växer i huvudsak blandskog.